# Britta Carlson
Britta Carlson (Kiel, 3 de março de 1978) é uma futebolista alemã.